# Enkco
Enkco foodgroup is een groot vleesverwerkend bedrijf, gevestigd in Son. Het levert zijn producten aan onder andere supermarkten, slagerijgroothandels, instellingen, horeca en cateraars.
Enkco is eigenaar van onder andere de volgende merken:
- Vivera, een merk van vleesvervangers.
- Karea, eiproducten.
- Boltjes, vleesproducten.
- Any Moment, minihapjes voor in de magnetron.
- Culifrost
- Dutch Tofu Company (DTC)

Daarnaast levert Enkco producten merkloos of onder merknaam van de afnemer, zoals supermarkten en slagers.